# Denver Broncos 2004
La stagione 2004 dei Denver Broncos è stata la 35ª della franchigia nella National Football League, la 45ª complessiva e la 11ª con Mike Shanahan come capo-allenatore. Con un bilancio di 10-6 la squadra si è classificata seconda nella propria division, venendo subito eliminata nel primo turno di playoff dagli Indianapolis Colts. Il quarterback titolare Jake Plummer ha passato 4.089 yard, quarto nella lega.

## Scelte nel Draft 2004
| Scelte dei Broncos nel Draft 2004 |     |                  |    |                 |               |
| 1                                 | 17  | D.J. Williams    | LB | Miami (FL)      | Da Cincinnati |
| 2                                 | 41  | Tatum Bell       | RB | Oklahoma State  | Da Washington |
| 2                                 | 54  | Darius Watts     | WR | Marshall        |               |
| 3                                 | 85  | Jeremy LeSueur   | CB | Michigan        |               |
| 5                                 | 152 | Jeff Shoate      | CB | San Diego State |               |
| 6                                 | 171 | Triandos Luke    | WR | Alabama         | Da Washington |
| 6                                 | 190 | Josh Sewell      | C  | Nebraska        |               |
| 7                                 | 225 | Matt Mauck       | QB | LSU             |               |
| 7*                                | 247 | Brandon Miree    | FB | Pittsburgh      |               |
| 7*                                | 250 | Bradlee Van Pelt | QB | Colorado State  |               |

## Calendario
| Stagione regolare |                    |                         |                    |                    |
| Turno             | Data               | Avversario              | Risultato          | Pubblico           |
| 1                 | 12/9/2004          | Kansas City Chiefs      | V 34–24            | 75,939             |
| 2                 | 19/9/2004          | at Jacksonville Jaguars | S 7–6              | 69,127             |
| 3                 | 26/9/2004          | San Diego Chargers      | V 23–13            | 74,533             |
| 4                 | 3/10/2004          | at Tampa Bay Buccaneers | V 16–13            | 65,341             |
| 5                 | 10/10/2004         | Carolina Panthers       | V 20–17            | 75,072             |
| 6                 | 17/10/2004         | at Oakland Raiders      | V 31–3             | 57,293             |
| 7                 | 25/10/2004         | at Cincinnati Bengals   | S 23–10            | 65,806             |
| 8                 | 31/10/2004         | Atlanta Falcons         | S 41–28            | 75,083             |
| 9                 | 7/11/2004          | Houston Texans          | V 31–13            | 74,292             |
| 10                | Settimana di pausa | Settimana di pausa      | Settimana di pausa | Settimana di pausa |
| 11                | 21/11/2004         | at New Orleans Saints   | V 34–13            | 64,900             |
| 12                | 28/11/2004         | Oakland Raiders         | S 25–24            | 75,936             |
| 13                | 5/12/2004          | at San Diego Chargers   | S 20–17            | 65,395             |
| 14                | 12/12/2004         | Miami Dolphins          | V 20–17            | 75,027             |
| 15                | 19/12/2004         | at Kansas City Chiefs   | S 45–17            | 77,702             |
| 16                | 25/12/2004         | at Tennessee Titans     | V 37–16            | 68,809             |
| 17                | 2/1/2005           | Indianapolis Colts      | V 33–14            | 75,149             |

## Classifiche
| AFC West               | AFC West | AFC West | AFC West | AFC West | AFC West | AFC West | AFC West | AFC West | AFC West |
|                        | V        | S        | P        | PCT      | DIV      | CONF     | PF       | PS       | Str.     |
| ---------------------- | -------- | -------- | -------- | -------- | -------- | -------- | -------- | -------- | -------- |
| (4) San Diego Chargers | 12       | 4        | 0        | .750     | 5–1      | 9–3      | 446      | 313      | V1       |
| (6) Denver Broncos     | 10       | 6        | 0        | .625     | 3–3      | 7–5      | 381      | 304      | V2       |
| Kansas City Chiefs     | 7        | 9        | 0        | .438     | 3–3      | 6–6      | 483      | 435      | S1       |
| Oakland Raiders        | 5        | 11       | 0        | .313     | 1–5      | 3–9      | 320      | 422      | S2       |